# Prêmios L'Oréal-UNESCO para mulheres em ciência
Os Prêmios L'Oréal-UNESCO para mulheres cientistas visam promover a posição das mulheres na ciência ao reconhecer pesquisadoras de destaque que contribuíram para o progresso científico. Os prêmios são resultado de uma parceria entre a indústria de cosméticos francesa L'Oréal e a Organização das Nações Unidas para a Educação, a Ciência e a Cultura (UNESCO), com um valor monetário de US$ 100.000 (cem mil dólares americanos) para cada laureada.
A cada ano um júri internacional seleciona, de forma alternada entre ciência da saúde e ciência dos materiais, uma laureada de cada uma das seguintes regiões:
- África e Oriente Médio;
- Ásia-Pacífico;
- Europa;
- América Latina e Caribe;
- América do Norte (desde 2000).

A mesma parceria concede Bolsas Internacionais UNESCO-L'Oréal no valor de até US$ 40.000, durante dois anos, a quinze jovens cientistas envolvidas em projetos de pesquisa exemplares e promissores. No início, em 2000, tais bolsas eram concedidas a 10 cientistas, por um período de um ano, e valiam US$ 20.000. Em 2003, o número de bolsas aumentou para 15 e, em 2006, o período de concessão foi estendido para dois anos e o valor foi aumentado para US$ 40.000. Em 2015, o nome Rising Talent Grants foi implementado.

## Laureadas
| Ano  | Nome                               | País                            | Campo                            |
| ---- | ---------------------------------- | ------------------------------- | -------------------------------- |
| 1998 | Grace Oladunni Taylor              | Nigéria                         | Bioquímica                       |
| 1998 | Myeong-Hee Yu                      | Coreia do Sul                   | Microbiologia                    |
| 1998 | Pascale Cossart                    | França                          | Bacteriologia                    |
| 1998 | Gloria Montenegro                  | Chile                           | Botânica                         |
| 2000 | Valerie Mizrahi                    | África do Sul                   | Biologia molecular               |
| 2000 | Tsuneko Okazaki                    | Japão                           | Biologia molecular               |
| 2000 | Margarita Salas                    | Espanha                         | Biologia molecular               |
| 2000 | Eugenia María del Pino Veintimilla | Equador                         | Biologia molecular               |
| 2000 | Joanne Chory                       | Estados Unidos                  | Biologia molecular               |
| 2001 | Adeyinka Gladys Falusi             | Nigéria                         | Genética molecular               |
| 2001 | Suzanne Cory                       | Austrália                       | Genética molecular               |
| 2001 | Anne McLaren                       | Reino Unido                     | Biologia reprodutiva             |
| 2001 | Mayana Zatz                        | Brasil                          | Biologia molecular               |
| 2001 | Joan Argetsinger Steitz            | Estados Unidos                  | Biofísica molecular e bioquímica |
| 2002 | Nagwa Meguid                       | Egito                           | Genética molecular               |
| 2002 | Indira Nath                        | Índia                           | Imunologia                       |
| 2002 | Mary Osborn                        | Alemanha                        | Biologia molecular               |
| 2002 | Ana María López Colomé             | México                          | Bioquímica                       |
| 2002 | Shirley Tilghman                   | Canadá Estados Unidos           | Genética molecular e bioquímica  |
| 2003 | Karimat El-Sayed                   | Egito                           | Física                           |
| 2003 | Fang-hua Li                        | China                           | Física                           |
| 2003 | Ayse Erzan                         | Turquia                         | Física                           |
| 2003 | Mariana Weissmann                  | Argentina                       | Física                           |
| 2003 | Johanna M.H. Levelt Sengers        | Estados Unidos                  | Termodinâmica                    |
| 2004 | Jennifer Thomson                   | África do Sul                   | Microbiologia                    |
| 2004 | Lucia Mendonça Previato            | Brasil                          | Biologia                         |
| 2004 | Philippa Marrack                   | Estados Unidos                  | Biologia                         |
| 2004 | Nancy Ip                           | China                           | Neurociência                     |
| 2004 | Christine Petit                    | França                          | Genética                         |
| 2005 | Zohra ben Lakhdar                  | Tunísia                         | Espectroscopia                   |
| 2005 | Fumiko Yonezawa                    | Japão                           | Física                           |
| 2005 | Dominique Langevin                 | França                          | Química                          |
| 2005 | Belita Koiller                     | Brasil                          | Física                           |
| 2005 | Myriam P. Sharachik                | Estados Unidos                  | Física                           |
| 2006 | Habiba Bouhamed Chaabouni          | Tunísia                         | Genética                         |
| 2006 | Jennifer Graves                    | Austrália                       | Genética                         |
| 2006 | Christine van Broeckhoven          | Bélgica                         | Neurociência                     |
| 2006 | Esther Orozco                      | México                          | Biologia                         |
| 2006 | Pamela Bjorkman                    | Estados Unidos                  | Imunologia                       |
| 2007 | Ameenah Gurib-Fakim                | Ilhas Maurícias                 | Biologia                         |
| 2007 | Ligia Gargallo                     | Chile                           | Química                          |
| 2007 | Mildred Dresselhaus                | Estados Unidos                  | Química                          |
| 2007 | Margaret Brimble                   | Nova Zelândia                   | Biologia                         |
| 2007 | Tatiana Birshtein                  | Rússia                          | Química                          |
| 2008 | Lihadh Al-Gazali                   | Emirados Árabes Unidos          | Genética                         |
| 2008 | V. Narry Kim                       | Coreia do Sul                   | Genética                         |
| 2008 | Ada Yonath                         | Israel                          | Bioquímica                       |
| 2008 | Ana Belén Elgoyhen                 | Argentina                       | Genética                         |
| 2008 | Elizabeth Blackburn                | Estados Unidos                  | Genética                         |
| 2009 | Tebello Nyokong                    | África e Emirados Árabes Unidos | Química                          |
| 2009 | Akiko Kobayashi                    | Ásia-Pacífico                   | Química                          |
| 2009 | Athene Donald                      | Europa                          | Química e física                 |
| 2009 | Beatriz Barbuy                     | América Latina                  | Astronomia                       |
| 2009 | Eugenia Kumacheva                  | América do Norte                | Química                          |
| 2010 | Rashika El Ridi                    | África e Estados Árabes         | Imunologia                       |
| 2010 | Lourdes J. Cruz                    | Ásia-Pacífico                   | Bioquímica                       |
| 2010 | Anne Dejean-Assémat                | Europa                          | Biologia molecular               |
| 2010 | Alejandra Bravo                    | América Latina                  | Bioquímica                       |
| 2010 | Elaine Fuchs                       | América do Norte                | Biologia                         |
| 2011 | Faiza Al-Kharafi                   | África e Estados Árabes         | Química                          |
| 2011 | Vivian Wing-Wah Yam                | Ásia-Pacífico                   | Física                           |
| 2011 | Anne L'Huillier                    | Europa                          | Química                          |
| 2011 | Silvia Torres-Peimbert             | América Latina                  | Astronomia                       |
| 2011 | Jillian Banfield                   | América do Norte                | Biologia                         |
| 2012 | Jill Farrant                       | África e Estados Árabes         | Biologia                         |
| 2012 | Ingrid Scheffer                    | Ásia-Pacífico                   | Genética                         |
| 2012 | Frances Ashcroft                   | Europa                          | Bioquímica                       |
| 2012 | Susana López Charreton             | América Latina                  | Imunologia                       |
| 2012 | Bonnie Bassler                     | América do Norte                | Bioquímica                       |
| 2013 | Francisca Nneka Okeke              | África e Estados Árabes         | Física                           |
| 2013 | Reiko Kuroda                       | Ásia-Pacífico                   | Genética                         |
| 2013 | Pratibha Gai                       | Europa                          | Bioquímica                       |
| 2013 | Pratibha Gai                       | América Latina                  | Química                          |
| 2013 | Deborah S. Jin                     | América do Norte                | Bioquímica                       |
| 2014 | Segenet Kelemu                     | África e Estados Árabes         | Biologia                         |
| 2014 | Kayo Inaba                         | Ásia-Pacífico                   | Biologia                         |
| 2014 | Brigitte Kieffer                   | Europa                          | Neurobiologia                    |
| 2014 | Cecilia Bouzat                     | América Latina                  | Bioquímica                       |
| 2014 | Laurie Glimcher                    | América do Norte                | Biomedicina                      |
| 2015 | Rajaâ Cherkaoui El Moursli         | África e Estados Árabes         | Física                           |
| 2015 | Yi Xie                             | Ásia-Pacífico                   | Química                          |
| 2015 | Carol Robinson                     | Europa                          | Química                          |
| 2015 | Thaisa Storchi Bergmann            | América Latina                  | Astronomia                       |
| 2015 | Molly S. Shoichet                  | América do Norte                | Química                          |
| 2016 | Emmanuelle Charpentier             | Alemanha                        | Biologia molecular               |
| 2016 | Jennifer Doudna                    | Estados Unidos                  | Biologia molecular               |
| 2016 | Quarraisha Abdool Karim            | África do Sul                   | Imunologia                       |
| 2016 | Chen Hualan                        | China                           | Imunologia                       |
| 2016 | Andrea Gamarnik                    | Argentina                       | Imunologia                       |
| 2017 | Niveen Khashab                     | Arábia Saudita                  | Química                          |
| 2017 | Michelle Simmons                   | Austrália                       | Física                           |
| 2017 | Nicola Spaldin                     | Suíça                           | Física                           |
| 2017 | Zhenan Bao                         | Estados Unidos                  | Química                          |
| 2017 | Maria Teresa Ruiz                  | Chile                           | Astronomia                       |
| 2018 | Heather Zar                        | África do Sul                   | Medicina                         |
| 2018 | Meemann Chang                      | China                           | Biologia e paleontologia         |
| 2018 | Caroline Dean                      | Estados Unidos                  | Biologia                         |
| 2018 | Amy T. Austin                      | Argentina                       | Ecologia                         |
| 2018 | Janet Rossant                      | Canadá                          | Biologia                         |
| 2019 | Najat A. Saliba                    | Líbano                          | Química                          |
| 2019 | Maki Kawai                         | Japão                           | Química                          |
| 2019 | Karen Hallberg                     | Argentina                       | Física                           |
| 2019 | Ingrid Daubechies                  | Bélgica                         | Física e matemática              |
| 2019 | Claire Voisin                      | França                          | Matemática                       |
| 2020 | Abla Mehio Sibai                   | Líbano                          | Medicina e Ciências da Saúde     |
| 2020 | Firdausi Qadri                     | Bangladesh                      | Biologia                         |
| 2020 | Esperanza Martínez Romero          | México                          | Ecologia e Ciências Ambientais   |
| 2020 | Kristi Anseth                      | Estados Unidos                  | Biologia                         |
| 2020 | Edith Heard                        | França                          | Biologia                         |
| 2021 | Catherine Ngila                    | África do Sul                   | Química                          |
| 2021 | Kyoko Nozaki                       | Japão                           | Química                          |
| 2021 | Alicia Dickenstein                 | Argentina                       | Matemática                       |
| 2021 | Shafi Goldwasser                   | Israel                          | Ciências da Computação           |
| 2021 | Françoise Combes                   | França                          | Astrofísica                      |
| 2022 | Agnès Binagwaho                    | Ruanda                          | Saúde Pública                    |
| 2022 | Hailan Hu                          | China                           | Neurociência                     |
| 2022 | María Guzmán                       | Cuba                            | Doenças Infecciosas              |
| 2022 | Katalin Karikó                     | Estados Unidos                  | Bioquímica                       |
| 2022 | Ángela Nieto                       | Espanha                         | Embriologia                      |
| 2023 | Suzana Nunes                       | Arábia Saudita                  | Química                          |
| 2023 | Lidia Morawska                     | Austrália                       | Terra e Ciência ambiental        |
| 2023 | Anamaría Font                      | Venezuela                       | Física                           |
| 2023 | Aviv Regev                         | Estados Unidos                  | Bioinformática                   |
| 2023 | Frances Kirwan                     | Reino Unido                     | Matemática                       |

## Talentos Internacionais em Ascensão
Para a edição de 2015, além dos cinco prêmios Para Mulheres na Ciência, a L'Oreal criou o programa “Talentos Internacionais em Ascensão” (em inglês, “International Rising Talents”, que premiou 15 mulheres em todo o mundo. Uma das ganhadoras foi a brasileira Carolina Horta Andrade, por sua pesquisa no combate a leishmaniose.
Laureadas de 2015:
| - Nourtan Abdeltawab - Sanaa Sharafeddine - Adriana Marais - Kathryn Holt |  | - Chan Yoke-Fun - Nourtan Abdeltawab - Sanaa Sharafeddine - Adriana Marais |  | - Kathryn Holt - Chan Yoke-Fun - Tran Ha Lien Phuong - Signe Normand |  | - Aurore Avarguès-Weber - Eva M. Pellicer - Carolina Andrade - Ariela Vergara Jaque |  | - Matilde Jimenez Coello - Vanessa D’Costa - Mary Stoddard - Bhama Ramkhelawon |